# Karlstads tingsrätt

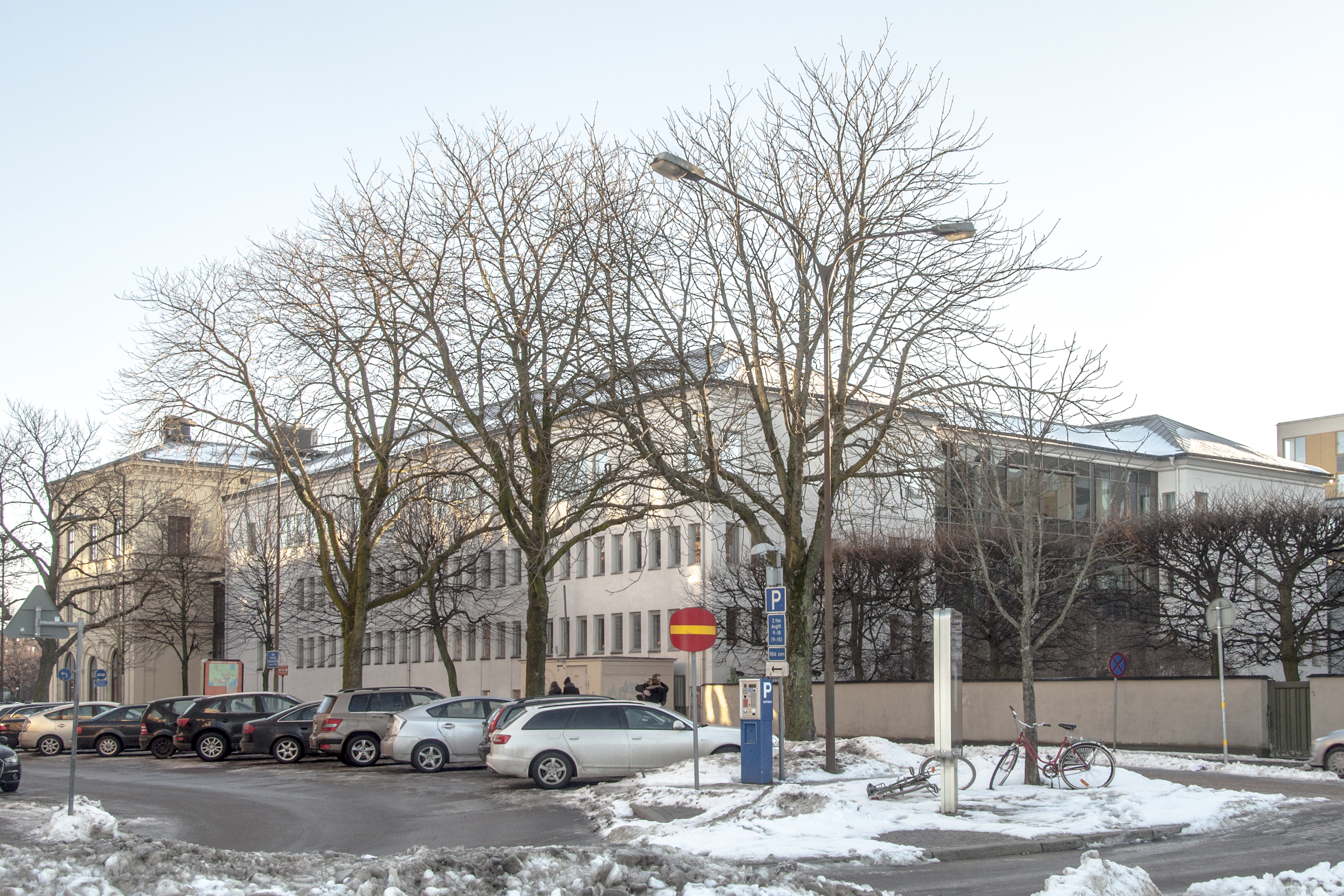
Tillbyggnaden av arkitekt Olle Dahlén 1975-76

Karlstads tingsrätt var en tingsrätt i Värmlands län. Domsagan omfattade vid upplösningen kommunerna Karlstad, Grums, Kil, Hammarö kommun och Forshaga. Tingsrätten och dess domsaga ingick i domkretsen för Hovrätten för Västra Sverige. Tingsrätten hade kansli i Karlstad. År 2005 upplöstes tingsrätten varvid rätten och domsagan uppgick i Värmlands tingsrätt och domsaga.

## Administrativ historik
Vid tingsrättsreformen 1971 bildades denna tingsrätt i Karlstad från Karlstads rådhusrätt och häradsrätten för Mellansysslets tingslag. Domkretsen bildades av tingslaget (dock ej Munkfors köping), delar av Älvdals och Nyeds tingslag, staden och mindre områden ur Jösse tingslag,  Gillbergs tingslag och Östersysslets tingslag. 1971 omfattade domsagan kommunerna Karlstad, Grums, Kil, Hammarö, Forshaga och Ullerud (uppgick 1974 i Forshaga). Tingsrätten inhystes till en början i Mellansysslets tingshus från 1902. Huset brann dock ned 1975, och tingsrätten flyttades till den gamla rådhusbyggnaden vid Stora torget.
Tingsrätten upplöstes 7 februari 2005 då rätten och domsagan uppgick i Värmlands tingsrätt och dess domsaga.

## Lagmän
- 1971–1978: Rutger Nyman
- 1978–1984: Olle Vangstad
- 1984–1994: Jan-Eric Nordahl
- 1995–2005: Göran Svensson